# Río Katún
El río Katún (en ruso: Река Катунь (del altái: Кадын Kadyn)) es un río de la parte meridional de la Siberia Occidental rusa, una de las fuentes del río Obi. Su curso tiene una longitud de 688 km y drena una cuenca de 60.950 km² (mayor que países como Togo o Croacia).
El río discurre por el krai de Altái y la República de Altái de la Federación Rusa.

## Geografía
El río Katún nace en la vertiente septentrional del macizo de Altái, en uno de los glaciares del monte Beluja (4.506 m). El río discurre a través de estas montañas, predominantemente en dirección norte, virando luego (no muy lejos de la boca) hacia el oeste. Cerca del importante centro industrial de Biysk (218.562 hab. en 2002,) a unos 19 km al Suroeste, el río Katún se une con el río Biya, que lo aborda por la derecha, dando nacimiento al río Obi.
Los principales afluentes son, por la derecha, los ríos Chuya (con una longitud de 320 km y una cuenca de 11.200 km²) y Argut (230 km y 9.550 km²); y por la izquierda, los ríos Koksa (150 km y 5.600 km²), Serna y Kámenka (170 km y 1900 km²). Los principales centros urbanos por los que atraviesa el río son Ust'-Koksa, Inja, Čemal, Majma, Gorno-Altaisk y Srostki.
El río Katún se congela desde diciembre a abril, en su curso alto, y de noviembre a abril en el curso inferior. En los meses estivales el río es navegable.
Por su valle discurre un tramo de la carretera nacional M52, una importante vía de comunicación entre Novosibirsk y la frontera de Mongolia, también llamado, por el nombre de un afluente, Chuyski Trakt (Чуйский тракт). 
En su cuenca está el importante complejo turístico del valle del río Kucherlá, uno de sus pequeños afluentes.

## Galería

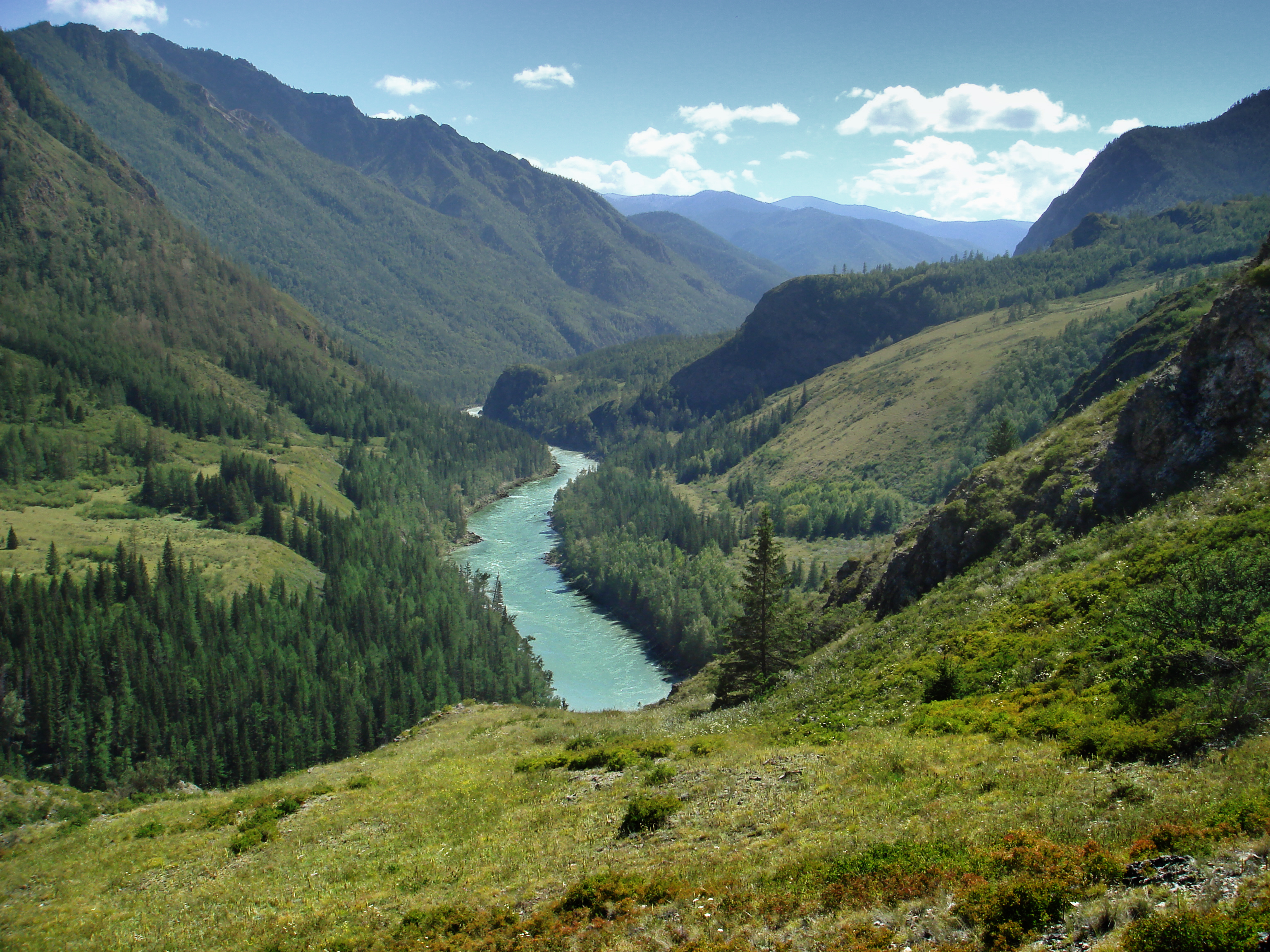
El valle del Katún en la República de Altái